# Claude Visdelou
Claude Visdelou (* 12. August 1656 in Pléneuf-Val-André, Bretagne; † 11. November 1737 in Puducherry, Südindien) war ein katholischer Ordensmann, Sinologe und Bischof.
Visdelou wurde von seinen Eltern bereits früh für den geistlichen Stand bestimmt und trat in den Jesuitenorden ein. Am 5. September 1673 legte er seine Profess ab. Vom Orden für die chinesische Mission bestimmt, schiffte er sich im Jahre 1685 auf demselben Schiff ein, das die Gesandtschaft Ludwig XVI. nach Siam brachte. Mit ihm reisten auch fünf weitere Jesuiten, unter ihnen Guy Tachard.
Visdelou widmete sich neben seiner kirchlichen Arbeit intensiv der Erforschung der chinesischen Sprache und Literatur. Anders als die Mehrheit der Jesuiten war er im Ritenstreit stets gegen die Vermischung indischer bzw. chinesischer Bräuche mit dem Christentum. In dieser Angelegenheit stand er auf der Seite von Kardinal Charles Thomas Maillard de Tournon und dessen Nachfolgern und lieferte ihnen zum Großteil die wissenschaftlichen Argumente, die gegen dieses Vorhaben sprachen. In Anerkennung dieser Verdienste wurde Visdelou am 2. Februar 1709 zum Titularbischof von Claudiopolis und Apostolischen Vikar von Kweichow ernannt. Am 7. Februar 1709 wurde er durch Charles Thomas Maillard de Tournon zum Bischof geweiht. Aufgrund der Widerstände, die die Jesuiten in China ihm entgegenbrachten, ging er später nach Indien, schloss sich den Kapuzinern an und starb dort auch. Seit 1699 war er korrespondierendes Mitglied der Académie royale des sciences.